# Hleviše
Hleviše este o localitate din comuna Logatec, Slovenia, cu o populație de 63 de locuitori.